# Laurentiuskirche (Farnroda)

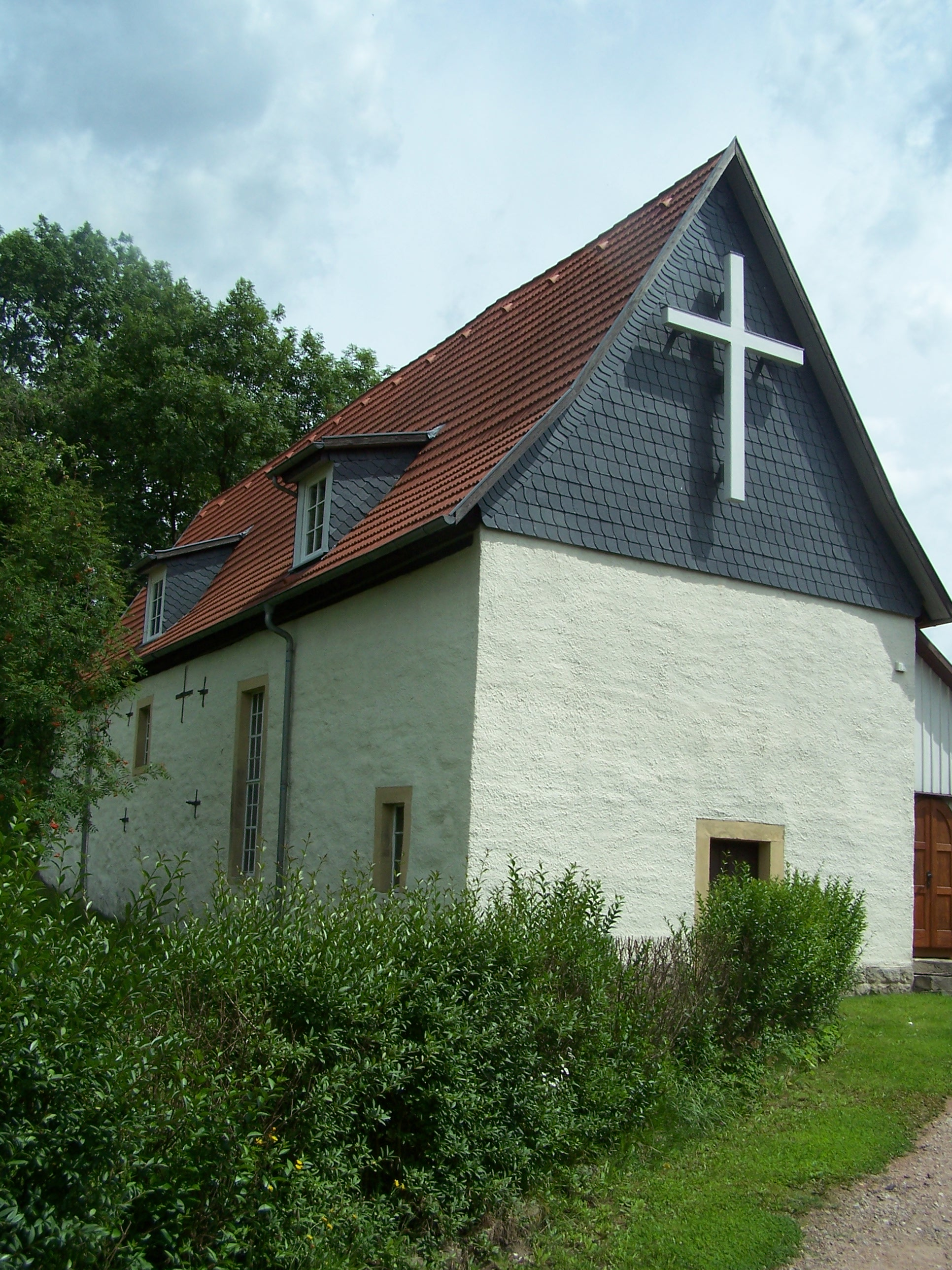
Laurentiuskirche

Die evangelisch-lutherische denkmalgeschützte Laurentiuskirche steht in Wutha-Farnroda, einer Gemeinde im Wartburgkreis in Thüringen. Die Kirchengemeinde Wutha-Farnroda gehört zum Pfarrbereich Farnroda im Kirchenkreis Eisenach-Gerstungen der Evangelischen Kirche in Mitteldeutschland.

## Beschreibung
1272 wurde eine Kirche in Farnroda erstmals urkundlich genannt. Die heutige turmlose, im Kern mittelalterliche Saalkirche wurde 1667 umgebaut. Das Kirchenschiff wurde teilweise erneuert, ein hölzernes Tonnengewölbe und zweigeschossige Emporen eingebaut. An die Kirche grenzen heute die Überreste des alten Kirchfriedhofes mit dem frei stehenden Glockenturm. Es ist ein ehemaliger mittelalterlicher Wehrturm. In seinem Inneren wurde ein Ausgussstein gefundenen, der auf eine ehemalige sakrale Nutzung hinweist. Nach der Reformation wurde er zum Glockenturm umgebaut.
Zur Kirchenausstattung gehört das geschnitzte Altarretabel von 1504 im Osten, dessen Merkmale auf die Saalfelder Schule verweisen. Der Schrein zeigt eine Mondsichelmadonna, flankiert rechts von Laurentius und Martin und links von Johannes und Thomas, in den Seitenflügeln rechts Katharina und Bonifatius, links Cyriacus und Margareta. Auf den Außenseiten der Flügel sind Gemälde über die Verkündigung und die Geburt Christi. Ein zweites, kleineres Retabel aus dem 15. Jahrhundert steht an der Südwand. Im Schrein ist eine Pietà, im linken Flügel ist Anna selbdritt dargestellt, im rechten Jakobus der Ältere. Auf den Außenseiten der Flügel sind der heilige Erasmus und Christophorus gemalt. 
Eine hölzerne Kanzel steht im Osten über dem Altar. Die Orgel im Orgelprospekt aus dem 18. Jahrhundert hat 18 Register, verteilt auf 2 Manualen und Pedal. Sie wurde 1824 von Christian Adolf Hoßfeld gebaut und 1992 von Orgelbau Waltershausen restauriert.